# 進步共和黨
進步共和黨（法語：Parti Républicain Progressiste）是一個阿爾及利亞小型政黨，由於他在2007年5月17日舉行的全國人民議會選舉中只得到1.42%選票，因此該黨不能在該屆389個議席中獲得任何席位。